# Tensiune (mecanică)

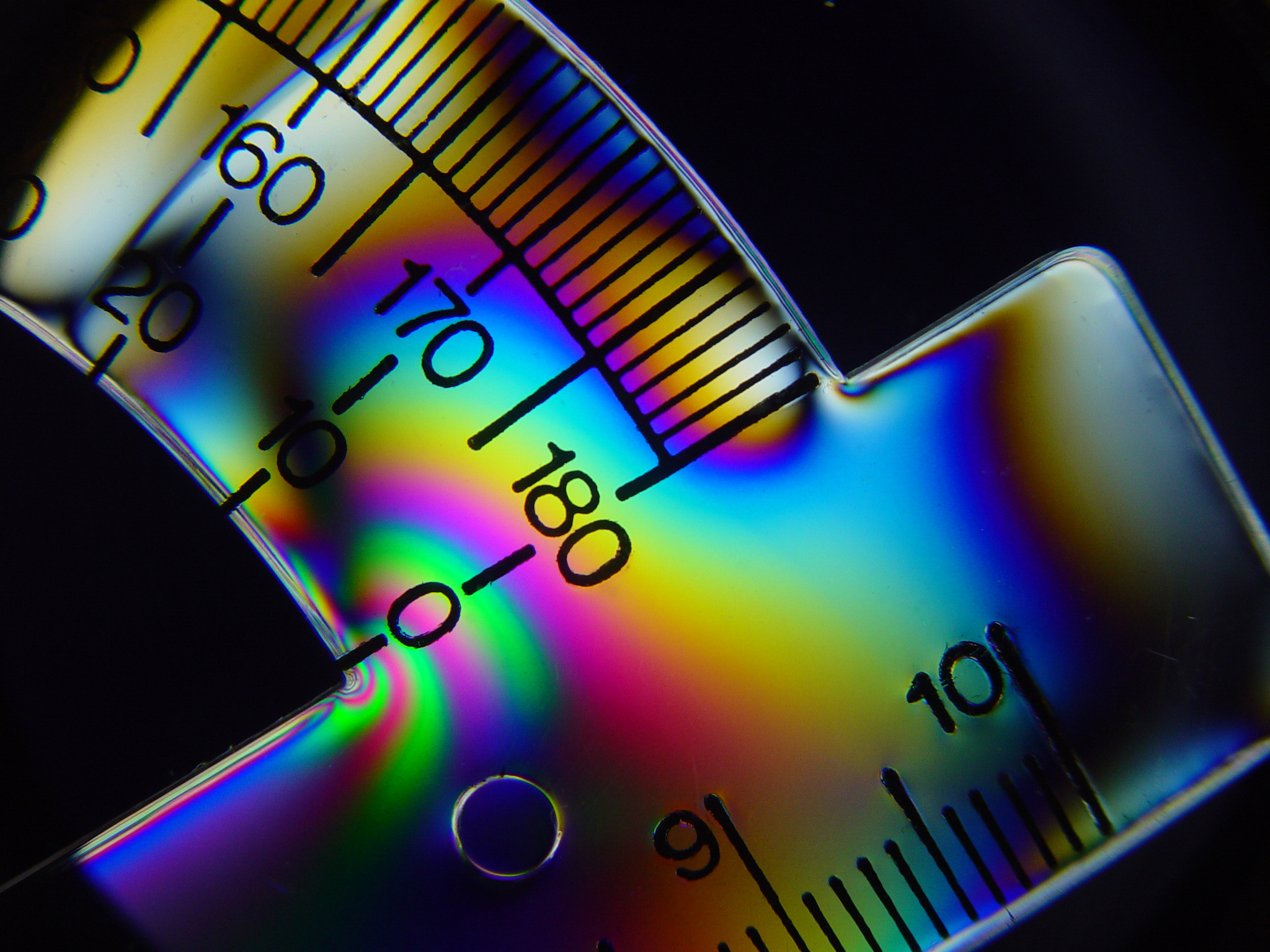
Tensiuni reziduale într-un raportor de plastic puse în evidență în lumină polarizată prin

În rezistența materialelor tensiunea sau efortul unitar este o mărime fizică care descrie forțele interne în timpul deformațiilor. De exemplu, un obiect cum ar fi o bandă elastică, este supus unei întinderi și poate suferi o lungire. Un obiect care este comprimat, cum ar fi un burete mototolit, este supus unei compresiuni și poate suferi o scurtare. Cu cât forța este mai mare și cu cât aria secțiunii transversale a corpului asupra căreia acționează este mai mică, cu atât tensiunea este mai mare. Dimensional, tensiunea este similară unei presiuni și în SI se măsoară în newtoni pe metru pătrat (N/m2) sau pascali (Pa).
În interiorul unui material tensiunile pot să apară din diferite cauze: datorită forțelor masice (de inerție sau gravitaționale) sau exterioare, pe suprafața acestuia (forțe de contact, presiune externă , sau frecare). Orice deformare a unui material solid generează o tensiune elastică internă, analoagă cu forța de reacțiune a unui arc, care tinde să readucă materialul la starea sa originală nedeformată. 
Tensiuni semnificative pot exista chiar și în absența forțelor externe, de exemplu tensiunile remanente după încetarea acțiunii unor forțe care au determinat deformații elasto-plastice, sau tensiunile reziduale, de exemplu din sticla călită. De asemenea, tensiunile pot fi provocate fără aplicarea unor forțe exterioare, de exemplu prin modificări de temperatură sau compoziție chimică, sau prin câmpuri electromagnetice externe (ca în materialele piezoelectrice și magnetostrictive).
Relația dintre tensiuni și deformații poate fi destul de complicată, dar pentru valori suficient de mici în practică poate fi adecvată o aproximare liniară. Tensiunea care depășește anumite limite de rezistență ale materialului va duce la o deformare permanentă (cum ar fi deformarea plastică, ruperea) sau chiar la schimbarea structurii cristaline și a compoziției chimice.

## Istoric
Oamenii și-au dat seama despre tensiunile din interiorul materialelor încă din cele mai vechi timpuri. Până în secolul al XVII-lea, această înțelegere a fost în mare parte intuitivă și empirică, deși acest lucru nu a împiedicat dezvoltarea unor tehnologii relativ avansate precum arcul compozit⁠(d) și suflarea sticlei⁠(d).
De-a lungul mai multor milenii, arhitecții și, mai ales, constructorii, au învățat cum să îmbine grinzi de lemn și blocuri de piatră cu forma potrivită pentru a rezista, transmite și distribui tensiunile în cel mai eficient mod, în elemente ingenioase precum capitelurile, arcele, cupolele, grinzile cu zăbrele⁠(d), precum și arcele butante ale catedralelor gotice.
Arhitecții antici și medievali au dezvoltat unele metode geometrice și formule simple pentru a calcula dimensiunile stâlpilor și grinzilor, dar înțelegerea științifică a tensiunii a devenit posibilă numai după ce instrumentele necesare au fost inventate în secolele al XVII-lea și al XVIII-lea: metoda experimentală riguroasă de Galileo Galilei,  coordonatele și geometria analitică de René Descartes și legile mișcării și echilibrului și calculul infinitezimal de Isaac Newton. Cu aceste instrumente, Augustin-Louis Cauchy a reușit să ofere primul model matematic riguros și general al unui corp elastic deformat prin introducerea noțiunilor de tensiune și deformație specifică. Cauchy a observat că forța pe o suprafață imaginară era o funcție liniară a vectorului său normal și că trebuie să fie o funcție simetrică (cu impulsul total zero).

## Definiție
Tensiunea este definită drept raportul dintre forță și o unitate de suprafață, pentru orice orientare a suprafeței. Fiind un raport dintre o mărime fizică fundamentală (forța) și o mărime pur geometrică (aria), tensiunea este și ea o mărime fundamentală, cum ar fi viteza, momentul forței sau energia, care poate fi cuantificată și analizată fără a lua în considerare în mod explicit natura materialului sau a cauzelor sale fizice.
Urmând premisele de bază ale mecanicii mediilor continue, tensiunea este un concept macroscopic. Particulele luate în considerare în definiția și analiza sa ar trebui să fie suficient de mici pentru a fi tratate ca fiind omogene din punct de vedere al compoziției și stării, dar totuși suficient de mari pentru a ignora efectele cuantice și mișcările moleculelor. Astfel, forța dintre două particule este de fapt media unui număr foarte mare de forțe atomice dintre moleculele lor; iar cantitățile fizice cum ar fi masa, viteza și forțele care acționează în cea mai mare parte a corpurilor tridimensionale, cum ar fi gravitația, se presupune că sunt bine distribuite. În funcție de context, se poate presupune, de asemenea, că particulele sunt suficient de mari pentru a permite media altor caracteristici microscopice, cum ar fi granulele unei tije de metal sau fibrele unei bucăți de lemn.
Cantitativ, tensiunea este exprimată prin vectorul tensiune Cauchy T definit ca raportul dintre forța de întindere F între părțile adiacente ale materialului dintr-o suprafață de separare imaginară S, și aria lui S. Direcția și mărimea sa depind în general de orientarea lui S. Astfel, starea de tensiune a materialului trebuie descrisă printr-un tensor, numit tensorul tensiune (Cauchy)⁠(d); care este o funcție liniară care leagă vectorul normal n al unei suprafețe S cu vectorul tensiunii T din S. În ceea ce privește orice sistem de coordonate ales, tensorul tensiune poate fi reprezentat ca o matrice simetrică de 3×3 numere reale. Chiar și într-un corp omogen, tensorul tensiune poate varia de la un loc la altul și se poate schimba în timp; prin urmare, tensiunea dintr-un material este, în general, un câmp tensorial variabil în timp.

### Tensiune normală și tensiune tangențială
În general, tensiunea T pe care o „particulă” P o aplică unei alte particule Q de pe suprafața S poate avea orice direcție față de S. Vectorul T poate fi privit ca suma a două componente: tensiunea normală, perpendiculară pe suprafață și tensiunea tangențială, coplanară cu suprafața.
Dacă versorul normal n al suprafeței (îndreptat de la Q spre P) este considerat fix, componenta normală poate fi exprimată printr-un singur număr, produsul scalar T • n. Acest număr va fi pozitiv dacă P „trage” de Q (tensiune de întindere) și negativ dacă "P" „împinge” pe Q (tensiune de compresiune).

## Notații și unități
De obicei tensiunea normală sau tensiunea în general (după caz) se notează cu litera grecească {\displaystyle \sigma }, iar tensiunea tangențială cu {\displaystyle \tau }.
Dimensiunea tensiunii este cea a presiunii și, prin urmare, valorile sale sunt măsurate în aceleași unități ca și presiunea: și anume, în Sistemul Internațional în pascali (Pa, adică newtoni pe metru pătrat (N/m2). Deoarece tensiunile mecanice depășesc cu ușurință un milion de pascali, în practică se folosește multiplul MPa.
În sistemul tehnic de unități unitatea de măsură a tensiunii a fost kilogram-forță pe centimetru pătrat (kgf/cm2). O scurtă perioadă (timpul de tranziție) s-a folosit decanewton pe centimetru pătrat (daN/cm2) deoarece astfel practic se puteau folosi valorile numerice exprimate în kgf/cm2 fără conversie. Relațiile de conversie sunt:
1 kgf/cm2 = 0,0980665 MPa ≈ 0,1 MPa
1 kgf/cm2 ≈ 1 daN/cm2
1 daN/cm2 = 0,1 MPa = 1 bar

## Cauze și efecte

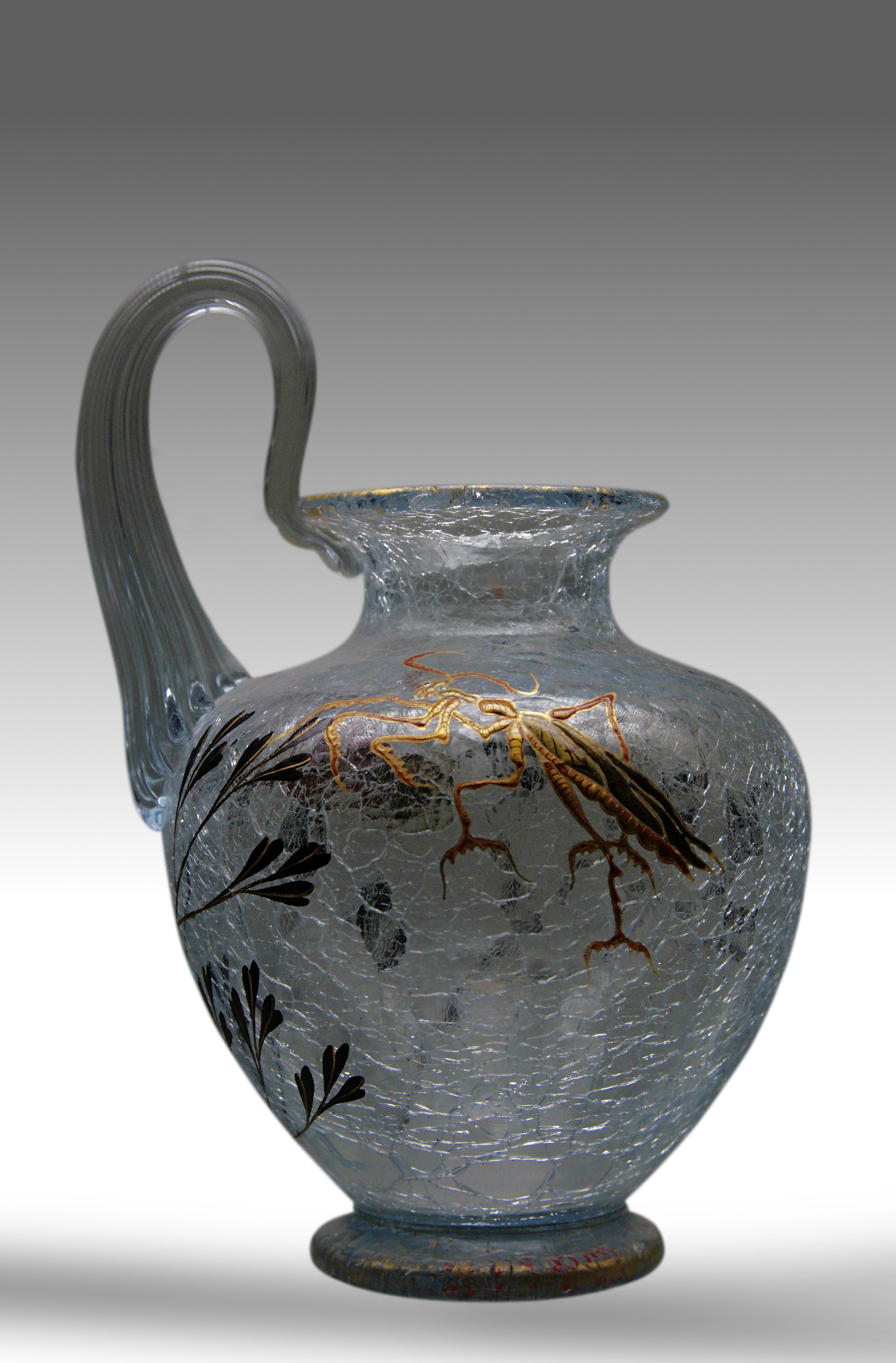
Vază cu efect de fisurare. Fisurile sunt rezultatul unor tensiuni scurte, dar intense, create atunci când piesa fierbinte este scufundată pentru scurt timp în apă.

Într-un corp tensiunile pot fi cauzate de multiple cauze fizice, fie influențe externe, fie procese fizice interne. Unii dintre acești agenți (cum ar fi gravitația, modificările de temperatură și fază și câmpurile electromagnetice) acționează asupra majorității materialelor, variind continuu în funcție de poziție și timp. Alți agenți (cum ar fi sarcinile externe și frecarea, presiunea ambiantă și forțele de contact) pot crea tensiuni și forțe care sunt concentrate pe anumite suprafețe, linii sau puncte, posibil pe intervale de timp foarte scurte (ca în impulsurile datorită coliziunilor). În general, distribuția tensiunilor într-un corp este o funcție continuă pe porțiuni ale spațiului și timpului.
Invers, tensiunea este de obicei corelată cu diferite efecte asupra materialului, care este posibil să producă modificări ale proprietăților fizice cum ar fi birefringența, polarizarea și permeabilitatea⁠(d). Crearea unei tensiuni de către un agent extern de obicei deformează materialul, chiar dacă deformația este prea mică pentru a fi observată. Într-un material solid, o astfel de deformare va genera, la rândul său, o tensiune elastică internă, analogă cu forța de reacție a unui arc întins, având tendința de a restabili materialul la starea sa inițială, nedeformată. Aceste tensiuni pot fi fie normale, fie tangențiale.
Relația dintre tensiuni și efectele lor poate fi destul de complicată. dacă tensiunea depășește anumite limite de rezistență ale materialului va duce la deformarea sa permanentă (cum ar fi deformările plastice, ruperi) sau chiar la schimbarea structurii cristaline și a compoziției chimice.

## Tipuri simple
În unele situații tensiunea dintr-un corp poate fi descrisă printr-un singur număr sau printr-un singur vector (un număr și o direcție). Trei astfel de situații de tensiuni simple, care adesea sunt întâlnite în proiectarea inginerească, sunt tensiunea normală uniaxială (de întindere sau compresiune), tensiunea tangențială simplă (dată de forțele tăietoare) și tensiunea normală izotropă.